# Distrito electoral de Villa Ridge (Illinois)
Villa Ridge (en inglés: Villa Ridge Precinct) es un distrito electoral ubicado en el condado de Pulaski en el estado estadounidense de Illinois. En el Censo de 2010 tenía una población de 490 habitantes y una densidad poblacional de 10,3 personas por km².

## Geografía
Villa Ridge se encuentra ubicado en las coordenadas 37°10′2″N 89°12′17″O / 37.16722, -89.20472. Según la Oficina del Censo de los Estados Unidos, Villa Ridge tiene una superficie total de 47.55 km², de la cual 47.21 km² corresponden a tierra firme y (0.72%) 0.34 km² es agua.

## Demografía
Según el censo de 2010, había 490 personas residiendo en Villa Ridge. La densidad de población era de 10,3 hab./km². De los 490 habitantes, Villa Ridge estaba compuesto por el 71.63% blancos, el 24.69% eran afroamericanos, el 0.41% eran amerindios, el 0.2% eran asiáticos, el 0.61% eran isleños del Pacífico, el 0.41% eran de otras razas y el 2.04% pertenecían a dos o más razas. Del total de la población el 0.2% eran hispanos o latinos de cualquier raza.